# 苯并二𫫇英
苯并二𫫇英（英語：Benzodioxine），分子式C8H6O2，可能指：
- 1,2-苯并二𫫇英
- 1,3-苯并二𫫇英
- 1,4-苯并二𫫇英
- 2,3-苯并二𫫇英

|  | 这个同类索引页列出了具有相同或相似标题的化学条目。 除非您是有意链接至本页，否则应将相应条目的内部链接指向正确的条目。 |